# Palazzo del Collegio Romano

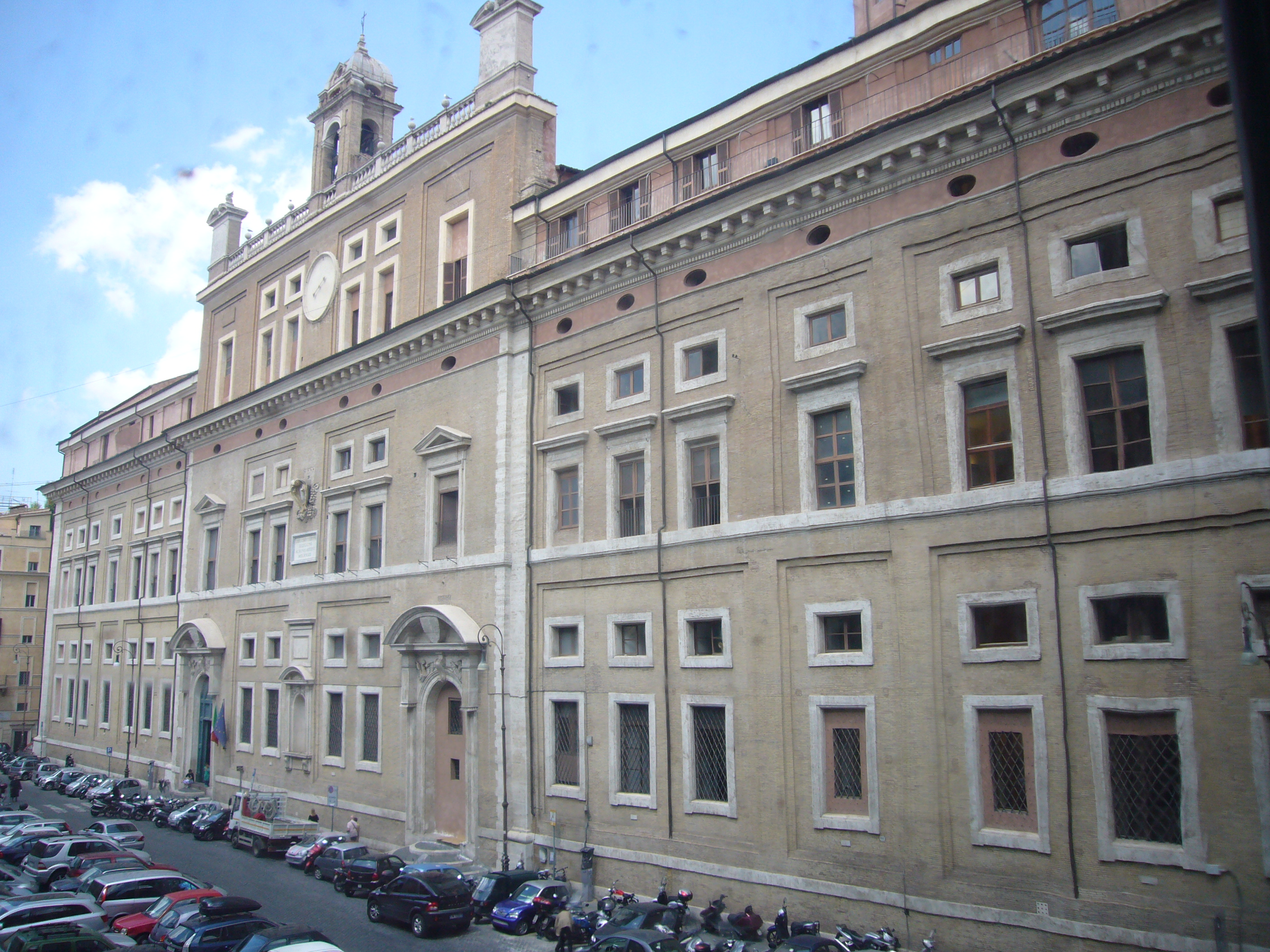
A imensa fachada do edifício de frente para a Piazza del Collegio Romano.

Palazzo del Collegio Romano é um palácio maneirista localizado na Piazza del Collegio Romano, no rione Pigna de Roma, famoso por ter sido por muitos anos a sede do Colégio Romano, o mais famoso seminário da capital italiana. 
Atualmente, o palácio abriga o Ministério dos Bens e Atividades Culturais e do Turismo e abriga uma grande biblioteca de arqueologia e história da arte. 

## História
Por muito tempo a construção do palácio, iniciada em 1582, foi atribuída a Bartolomeo Ammannati, mas atualmente acredita-se que o responsável tenha sido Giuseppe Valeriani, um frade jesuíta. Seja como for, o palácio foi construído por ordem do papa Gregório XIII Boncompagni para realizar um desejo de Santo Inácio de Loyola, o fundador da Companhia de Jesus, que queria centralizar ali as várias escolas católicas de Roma. A importância do edifício, inaugurado em 1584 e que fica no mesmo quarteirão da igreja de Sant'Ignazio, sempre foi muito grande graças à fama dos professores jesuítas que ali ensinavam, o que atraía como alunos os filhos das mais importantes e nobres famílias da Itália. Muitos futuros cardeiais e papas estudaram ali, mas o Colégio não era reservado apenas aos que pretendiam seguir a carreira eclesiástica.
Foi neste palácio que Galileu Galilei apresentou suas teorias para os professores jesuítas do Colégio Romano em 1611. Em 1774, os jesuítas foram expulsos e só reassumiram o comando do edifício (e da igreja vizinha) novamente em 1824. Neste período, o comando passou para o Pontificio Seminario Romano Maggiore, que reassumiu o palácio novamente em 1848 durante a breve República Romana.
Em 1870, depois da Unificação da Itália, o palácio foi confiscado pelo Reino da Itália, que o transformou primeiro em quartel e, já no ano seguinte, em sede do primeiro Liceo Gimnasio estatal romano (ainda hoje existente), dedicado ao arqueólogo Ennio Quirino Visconti, uma escolha repleta de conotações políticas. Visconti (1751-1818), um ex-aluno do Colégio Romano, foi um antiquário, historiador da arte,  escreveu um extensivo catálogo de obras de arte antigas presentes nos Museus Vaticanos e foi curador dos Museus Capitolinos. Em 1798, os franceses o nomearam como um dos cinco cônsules responsáveis pelo governo da breve República Romana. No final do ano seguinte, Roma foi reocupada por forças napolitanas e Visconti fugiu para Paris, onde assumiu diversas posições importantes no Louvre, foi nomeado cavaleiro da Legião de Honra e lá permaneceu até morrer.

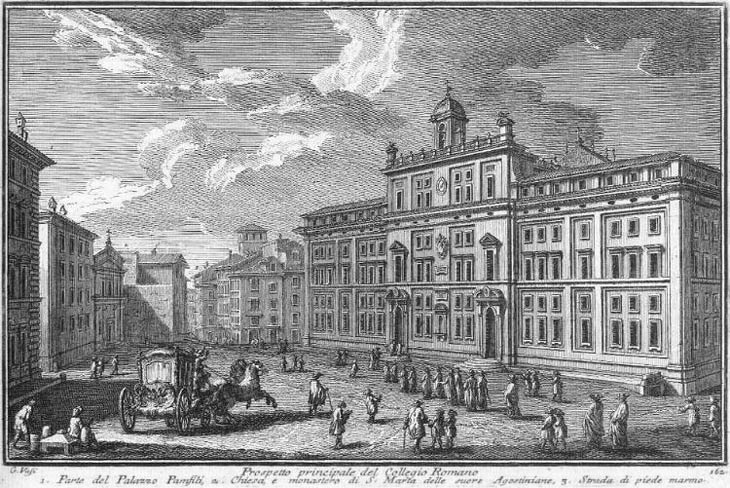
Vista da piazza e do palácio numa gravura de 1759. Em frente, a igreja de Santa Marta al Collegio Romano e a fachada na praça do Palazzo Doria Pamphilj.

A escola jesuíta, expulsa de sua sede original, acabou se dividindo: a seção universitária foi transferida inicialmente para o Palazzo Gabrielli-Borromeo e depois, em 1930, para o novo campus da Universidade Gregoriana na Piazza della Pilotta; as escolas médias e infantis foram abrigadas pelo Istituto Massimo e depois foram transferidas para a EUR. Além do Liceo, o palácio também foi sede, a partir de 1878, do "Observatório Astronômico" dirigido pelo padre Secchi, transferido em 1938 para a sede atual no alto do Monte Mário, na villa do Parco Mellini. Ali ficava também a Biblioteca dos Jesuítas, com cerca de 50 000 volumes, que incorporou, a partir de 1876, a "Biblioteca Central Nacional Vittorio Emnauele II", depois transferida para a sede atual na Via di Castro Pretorio. Finalmente, o palácio abrigou também o prestigioso Museo Preistorico-Etnografico Luigi Pigorini, em homenagem ao ilustre paleoetnólogo parmense. Em 1977, todos os museus abrigados no palácio foram realocados no Palazzo delle Scienze all'EUR para permitir a instalação do Ministério dos Bens e Atividades Culturais e do Turismo italiano no local.

## Descrição
Localizado num terreno de formato irregular (um trapézio), o palácio se apresenta de frente para a praça com uma grandiosa fachada, provavelmente obra de Paolo Maruscelli, dividida em três corpos distintos, um central, mais alto e com três pisos, e dois laterais, com apenas dois, e mais um ático. À sua direita está uma torre construída em 1787 para facilitar observações astronômicas. Contudo, por motivos de estabilidade, o observatório foi mudado em 1852 para o local exato onde deveria estar a cúpula de Sant'Ignazio, jamais construída.
O corpo central apresenta, nas extremidades, dois grandes portais decorados por dragões, símbolos heráldicos dos Boncompagni, dos quais apenas um era necessário e outro foi aberto somente para fins estéticos. No piso superior estão o brasão do papa Gregório XIII e a placa que recorda a fundação do Colégio: "GREGORIUS XIII P.M. RELIGIONI AC BONIS ARTIBUS MDLXXXVIII". No centro da fachada, bem no alto, está um relógio que, por muito tempo, forneceu a hora exata para todos os demais relógios de Roma; ali está também uma balaustrada sobre a qual se eleva uma lógia com um pequeno domo para o sino (que diariamente marcava o início das aulas) e duas lápides com tímpanos triangulares com relógios de sol.